# Stundenglasdelfin
Der Stundenglasdelfin (Cephalorhynchus cruciger; Synonym: Lagenorhynchus cruciger) ist ein Delfin aus der Gattung der Schwarz-Weiß-Delfine. Er ist ein Bewohner des Südpolarmeers und neben dem Südlichen Glattdelfin der einzige so weit südlich lebende Delfin.
Der deutsche Name spielt auf die Form der auffälligen schwarzweißen Körperzeichnung an, die an eine  Sanduhr (Stundenglas) erinnert. Das Artzusatz im wissenschaftlichen Namen ist das lateinische Wort cruciger (Kreuzträger).

## Merkmale
Der Stundenglasdelfin wird 160 bis 180 cm lang und zwischen 90 und 120 kg schwer. Die Schnauze ist kurz und dick. Ober- und Unterkiefer weisen jeweils 56 bis 60 Zähne auf. Schnauze, Stirn und Rücken sind schwarz, ebenso wie ein Streifen, der beim weiß umrandeten Auge beginnt und am Ende der Schwanzwurzel mit dem Schwarz des Rückens zusammenläuft. Er verdickt sich unter der Finne, so dass zwei große, langgezogene weiße Flecken auf der Flanke entstehen, die durch eine enge Verbindung zu einer Sanduhrform verbunden sind. Die Bauchseite ist weiß. Die Flipper sind stark gebogen, beiderseitig schwarz und haben spitze Enden. Die Finne hat eine breite Basis und eine mehr oder weniger konkave Hinterseite, bei manchen, möglicherweise älteren Tieren, ist die Vorderkante der Finne stark gebogen und das Ende hakenförmig. Die Schwanzwurzel weist, besonders auf der Unterseite, auffällige kielartige Leisten auf. Die Fluke ist beidseitig schwarz, mit deutlicher Einbuchtung in der Mitte und konkaven Hinterkanten.

## Verbreitung

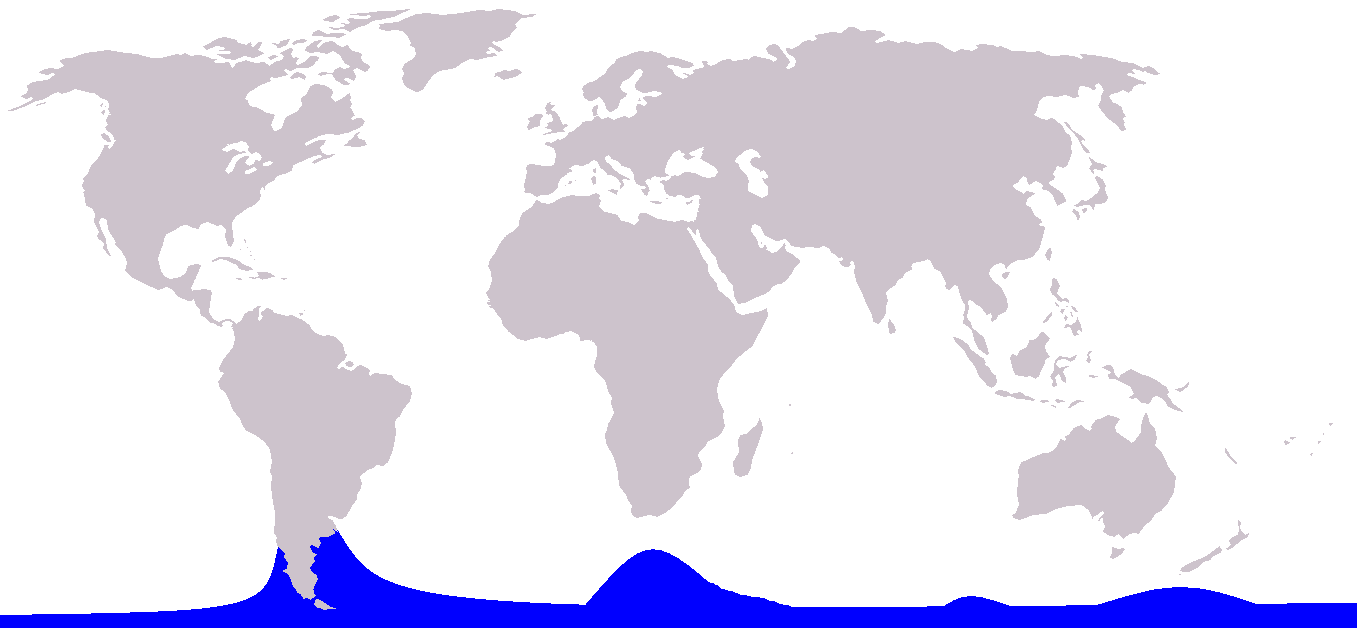
Verbreitung

Die Verbreitung des Stundenglasdelfins erstreckt sich rund um das antarktische Packeis, etwa zwischen 65° und 45° südlicher Breite. Die meisten Sichtungen fanden auf dem offenen Meer statt.

## Verhalten
Der Stundenglasdelfin sammelt sich zu Gruppen von bis zu sieben, selten bis zu vierzig Tieren, die größte bisher gesichtete Gruppe bestand aus etwa 100 Tieren. Sie leben im gleichen Lebensraum wie etwa Seiwale, Grindwale und Zwergwale und teilen mit diesen ihre Ernährungsgebiete. Er ernährt sich von Fischen und Kopffüßern.

## Bedrohung und Schutz
Man geht davon aus, dass der Stundenglasdelfin lokal recht häufig ist. Trotz der seltenen Sichtungen gibt es Schätzungen, dass heute 140.000 Exemplare dieser Art leben. Er wurde nie gejagt oder in Gefangenschaft gehalten, auch die Anzahl der als Beifang in Fischernetzen getöteten Tiere ist sehr gering. Damit ist der Stundenglasdelfin einer der wenigen Wale, die nur sehr wenig von den Menschen beeinflusst werden. Er ist im Anhang II des Washingtoner Artenschutzabkommens gelistet.

## Nachweise
- Mark Carwardine: Wale und Delfine. Delius Klasing, Bielefeld 2008, ISBN 978-3-7688-2473-6, S. 216–217.
- Lagenorhynchus cruciger in der Roten Liste gefährdeter Arten der IUCN 2006. Eingestellt von: Cetacean Specialist Group, 1996. Abgerufen am 12. Mai 2006.

## Belege
1. ↑  Stundenglasdelfin bei whales.org
2. ↑  Conder & Strahan (Hrsg.): Dictionary of Australian and New Guinean Mammals. CSIRO PUBLISHING, 2007, ISBN 978-0-643-10006-0, S. 63 (Lagenorhynchus cruciger).